# 군자역 (폐역)
군자역(君子驛)은 경기도 시흥시 정왕동에 위치했던 수인선의 역이었다. 수인선 개통과 동시에 개업해 여객영업을 하다가 1994년 9월 1일 한대앞 ~ 소래 구간의 운행 중단에 따라 폐역되었다.
현재의 정왕역 자리에 위치해 있었으며, 정왕역이 공사 진행 중이었을 당시 예정 역명이 이 역에서 딴 '군자역'이었으나, 그보다 앞서 개통된 서울특별시 도시철도공사의 5호선과 7호선의 환승역인 군자역과의 역명 중복으로 인한 혼선이 우려되어 현재의 역명을 정식 명칭으로 결정하였다.

## 역사
- 1937년 8월 5일 : 정차장 등급으로 영업 개시[2]
- 1981년 1월 1일 : 무배치간이역으로 격하[3]
- 1988년 10월 25일 : 영업거리표 개정 (수원기점 32.4 km→31.8 km)[4]
- 1994년 9월 1일 : 송도-한대앞 구간의 폐지와 함께 폐역[5]